# Amparo Saus
Amparo Saus Canet (Valencia, 20 de octubre de 1889, ¿?) fue una soprano española especializada en el repertorio de zarzuela, concretamente en papeles para tiple cómica.
Figuró en la compañía de Emilio Sagi Barba y Luisa Vela, estrenando obras como El pájaro azul (1921), con música de Rafael Millán. El año siguiente estrenó La montería con música de Jacinto Guerrero junto al barítono Federico Caballé que se convertiría en su esposo y con quien formaría la compañía Caballé. Con Caballé estrenó obras como El perdón del rey (1926) con música de Rafael Martínez Valls. Tras el repentino fallecimiento de Federico Caballé el año 1929, Saus dirigirá la compañía en solitario bajo la denominación Caballé de Saus, estrenando con ella títulos como La musa gitana (1931) con partitura de José García Baylac.
Amparo Saus registró una abundante fonografía, parte de la cual es accesible desde recursos como la Biblioteca Digital Hispánica de la Biblioteca Nacional de España o el sitio web Discography of American Historical Recordings de la Universidad de California en Santa Bárbara.